# Kleinlöschanlage
Eine Kleinlöschanlage ist eine Feuerlöschanlage, die nach Anwendung, Löschmittel und Löschmittelmenge begrenzt ist.

## Norm DIN 14497
In Deutschland legt die DIN-Norm DIN 14497 Anforderungen und Prüfungen für Kleinlöschanlagen fest. Löschanlagen für den Schutz von Objekten wie z. B. Maschinen, technischen Einrichtungen, EDV-Serverschränken und ähnlichen Objekten fallen im Anwendungsbereich der DIN 14497. In der Ausgabe 2022 werden Küchenlöschanlagen nicht mehr behandelt.
Eine Kleinlöschanlage schützt immer nur einen einzigen Schutzbereich (als sogenannte Einbereichslöschanlage) und kann auch in beweglichen Objekten, z. B. Werkzeugmaschinen eingesetzt werden.
Kleinlöschanlagen werden gemäß DIN 14497 außerdem durch das Löschmittel und die maximale Löschmittelmenge nach nachfolgender Tabelle begrenzt.
| Löschmittel                     | Maximale Löschmittelmenge                                                              |
| ------------------------------- | -------------------------------------------------------------------------------------- |
| Wasser und wässrige Lösung      | Entsprechend Füllung eines Druckbehälters (PED), max. Druckinhaltsprodukt 1000 bar × l |
| Schaum                          | Entsprechend Füllung eines Druckbehälters (PED), max. Druckinhaltsprodukt 1000 bar × l |
| Pulver                          | Entsprechend Füllung eines Druckbehälters (PED), max. Druckinhaltsprodukt 1000 bar × l |
| Kohlendioxid                    | 20 kg                                                                                  |
| Nichtverflüssigte Inertgase     | 20 kg                                                                                  |
| halogenierte Kohlenwasserstoffe | 15 kg                                                                                  |

## Bestandteile einer Kleinlöschanlage
Eine Kleinlöschanlage besteht typischerweise aus folgenden Komponenten:
- Automatische Branderkennungselemente wie z. B. Brandmelder oder Branderkennungselemente mit Sprinklerampullen oder Schmelzlot,
- Handauslöseeinrichtungen,
- eine Kleinlöschzentrale,
- einen Löschmittelbehälter mit Auslöseeinrichtung,
- eine Löschmittelverteilung (Rohrleitungen und Düsen) und
- akustische sowie ggf. optische Alarmierungseinrichtungen (Hupen und Blitzlampen).

## Anwendung in Küchen
Kleinlöschanlagen, die für den Einsatz in gewerblichen Küchen und Großküchen konzipiert sind, werden oft Küchenlöschanlagen genannt. Die europäische Norm EN 16282-7  regelt die Anwendung von Feuerlöschanlagen in gewerblichen Küchen.
Pneumatisch wirkende Branderkennungselemente lösen bei Erreichen der Ansprechtemperatur die Löschanlage aus.  Fettbrände werden frühzeitig mit einem für diesen Zweck entwickelten Löschmittel bekämpft. Fein versprüht bildet es eine Sperrschicht über dem Öl oder Fett und unterbindet so die Sauerstoffzufuhr. Die Abkühlung des Fettes und die Unterbrechung der Energiezufuhr an den Küchengeräten verhindert eine erneute Selbstentzündung.

## Anwendung in Werkzeugmaschinen
In der Regel fallen Kleinlöschanlagen nicht unter die baurechtlichen Bestimmungen. Aufgrund der begrenzten Löschmittelmenge und der damit begrenzten Größe des Schutzobjekts können Kleinlöschanlagen in ortsbewegliche Schutzobjekte integriert oder direkt angebaut werden. Hierdurch besteht die Möglichkeit das eine Kleinlöschanlagen als integrierter Bestandteil des Schutzobjekts unter die Bestimmungen einer anderen Richtlinie fallen. Wenn eine Kleinlöschanlage zum Brandschutz an Werkzeugmaschinen eingesetzt wird, so fällt diese in der Regel in ihrer Gesamtheit unter die Maschinenrichtlinie
Die Norm EN ISO 19353 bietet Richtlinien zur Reduzierung des Brandrisikos von Werkzeugmaschinen. Ab einer Risikohöhe von 3 (mittlere Höhe) wird eine fest installierte automatische Kleinlöschanlage gefordert. Der informative Anhang C zeigt einen Beispiel für die konstruktive Gestaltung einer in eine Maschine integrierten Kleinlöschanlage. Im informativen Anhang E wird das Beispiel einer Metallbearbeitungsmaschine herangeführt, um die Vorgehensweise der Risikobeurteilung und Risikominderung zu veranschaulichen. Der Einsatz von nichtwassermischbaren (brennbaren) Kühlschmierstoffen und der Bearbeitung von brennbaren Metallen (wie z. B. Magnesium, Aluminium, Titan, Zirconium) werden als Risiko exemplarisch betrachtet.